# Igor Anatoljewitsch Paschkewitsch
Igor Anatoljewitsch Paschkewitsch (russisch Игорь Анатольевич Пашкевич; aserbaidschanisch İqor Paskeviç; englisch Igor Pashkevich; * 1. Juli 1971 in Moskau, Sowjetunion; † 26. März 2016 in Miami, Florida, Vereinigte Staaten) war ein russischer Eiskunstläufer, der im Einzellauf für die Sowjetunion, Russland und Aserbaidschan startete.
Paschkewitsch wurde 1990 in Colorado Springs Juniorenweltmeister vor Alexei Urmanow. Sein größter Erfolg bei den Senioren war der Gewinn der Silbermedaille bei der Europameisterschaft 1996. Nach diesem Erfolg startete er für Aserbaidschan und erreichte mit dem achten Platz 1997 sein bestes Weltmeisterschaftsergebnis. Paschkewitsch nahm an zwei Olympischen Spielen teil. 1994 wurde er für Russland startend 15. und 1998 für Aserbaidschan startend belegte er den 16. Platz.
Nach Beendigung seiner Wettkampfkarriere wurde Paschkewitsch Trainer. Er trainierte die US-Amerikanerin Angela Nikodinov. Bei dem Autounfall, durch den Nikodinovs Mutter 2005 getötet wurde, saß er mit im Wagen. Paschkewitsch war technischer Spezialist bei der ISU.
Paschkewitsch starb 44-jährig. Er hatte bis zuletzt Daniel Samohin trainiert.

## Ergebnisse
| Wettbewerb / Jahr           | 1990 | 1991 | 1992 | 1993 | 1994 | 1995 | 1996 | 1997 | 1998 |
| --------------------------- | ---- | ---- | ---- | ---- | ---- | ---- | ---- | ---- | ---- |
| Olympische Winterspiele     |      |      |      |      | 15.  |      |      |      | 16.  |
| Weltmeisterschaften         |      |      |      | 14.  | 9.   |      |      | 8.   |      |
| Europameisterschaften       |      |      |      |      |      |      | 2.   | 7.   | Z    |
| Juniorenweltmeisterschaften | 1.   |      |      |      |      |      |      |      |      |
| Russische Meisterschaften   |      |      |      | 3.   | 3.   |      | 3.   |      |      |

- Z = Zurückgezogen